# Internazionale Socialista
L'Internazionale Socialista è un'unione mondiale di partiti politici d'ispirazione socialdemocratica e socialista, costituita nella presente forma nel 1951 a Francoforte sul Meno. Viene considerata l'erede della Seconda Internazionale formatasi nel 1889 a Parigi e scioltasi all'inizio della prima guerra mondiale.
Attualmente, l'Internazionale Socialista è un'organizzazione che comprende oltre 150 partiti di tutto il mondo. Ogni quattro anni si svolge il suo congresso, mentre il suo consiglio si riunisce due volte l'anno.
La segreteria e gli uffici centrali si trovano a Londra. La sua organizzazione giovanile si chiama IUSY.

## Storia

Nazioni dei partecipanti dell'Internazionale Socialista nel mondo

Dopo lo scioglimento a causa del supporto delle dirigenze dei principali partiti socialisti europei alla prima guerra mondiale (i gruppi parlamentari tedesco, austriaco, francese e inglese votarono i rispettivi crediti di guerra), l'Internazionale Socialista si ricostituì dopo la seconda guerra mondiale (1947) a Zurigo (vi aderiscono la socialdemocrazia italiana, il laburismo inglese, ecc.). 
Anti-sovietica e filo-occidentale, non accolse per un certo periodo, caso unico nei Paesi occidentali, il Partito Socialista Italiano, che negli anni cinquanta era troppo legato al Partito Comunista Italiano, cosicché per lungo tempo l'unico referente italiano della IS fu il Partito Socialista Democratico Italiano di Giuseppe Saragat. Successivamente vi entrarono anche, dal 1969, il PSI stesso e, nel settembre 1992, con il beneplacito del PSI di Bettino Craxi e del PSDI di Antonio Cariglia, il PDS (poi DS); con la confluenza di quest'ultimo nel Partito Democratico, il PSI rifondato nel 2007 rimane l'unico membro italiano dell'Internazionale. Ne fa parte anche il Partito dei Socialisti e dei Democratici della Repubblica di San Marino.
Va ricordato che, in opposizione alla Seconda Internazionale socialista, venne fondata a Mosca nel 1919, la Terza Internazionale (Comintern) per organizzare, sulla base dell'esperienza sovietica, la rivoluzione proletaria mondiale.
Fra le figure di maggior spicco nella storia dell'Internazionale Socialista vi fu il leader del Partito Socialdemocratico di Germania (SPD) Willy Brandt (1913 - 1992), Cancelliere della Germania e premio Nobel per la pace 1971, che ne è stato presidente e figura carismatica dal 1976 al 1992. Tra gli anni '80 e '90 ha lungamente ricoperto la vice presidenza dell'Internazionale il leader socialista italiano Bettino Craxi, mentre nel 2003 e nel 2008 il deputato italiano Massimo D'Alema (DS-PD) ne è stato eletto vicepresidente.

### Relazioni con l'America latina
Per molto tempo, l'internazionale socialista è rimasta lontana dall'America Latina, considerando la regione come una zona di influenza degli Stati Uniti d'America. Ad esempio, non denuncia il colpo di Stato contro il presidente socialista Jacobo Arbenz in Guatemala nel 1954 o l'invasione della Repubblica Dominicana da parte degli Stati Uniti d'America nel 1964. Solo con il colpo di Stato del 1973 in Cile abbiamo scoperto "un mondo che non conoscevamo", spiega Antoine Blanca, diplomatico del Partito Socialista francese. Secondo lui, la solidarietà con la sinistra cilena è stata "la prima sfida degna del nome, nei confronti di Washington, di un'Internazionale che, fino ad allora, aveva fatto di tutto per apparire soggetta alla strategia statunitense e alla NATO". Successivamente, in particolare sotto la guida di François Mitterrand, l'I.S. sostiene i sandinisti in Nicaragua e i movimenti armati in El Salvador, Guatemala e Honduras nella loro lotta contro le dittature sostenute dagli Stati Uniti d'America.
Negli anni '90 vi hanno aderito partiti non socialisti che hanno preso atto del potere economico dei paesi europei governati o da governare dai loro partner oltreoceano e hanno calcolato i vantaggi che potevano trarne. Durante questo periodo, "l'internazionale socialista lavora in modo clientelare; alcuni partiti vengono qui a contatto con gli europei come se fossero nell'alta società", dice Porfirio Muñoz Ledo, uno dei rappresentanti del Partito della Rivoluzione Democratica Messicana presso l'IS. Secondo Il mondo diplomatico, ospita "l'Unione civica radicale argentina molto centrista (UCR); il Partito Rivoluzionario Istituzionale messicano (PRI), che per settant'anni non è stato molto democraticamente al potere; il Partito Liberale Colombiano - sotto i cui governi è stata sterminata la formazione di sinistra dell'Unione patriottica (1986-1990) - ha introdotto il modello neoliberale (1990-1994) e al quale, fino al 2002, apparterrà Alvaro Uribe". Nel decennio successivo, molti partiti di sinistra al potere (in Brasile, Venezuela, Bolivia, Nicaragua, Ecuador ed El Salvador) preferirono mantenere le distanze dalla IS.

## Struttura

### Presidenti
| N° | Immagine                             | Presidente (Nascita–Morte)   | Mandato           | Mandato            | Mandato              | Partito | Partito                               | Congresso(i) | Paese                     | Vicepresidente       | Vicepresidente          |
| N° | Immagine                             | Presidente (Nascita–Morte)   | Inizio            | Fine               | Durata               | Partito | Partito                               | Congresso(i) | Paese                     | Nome                 | Paese                   |
| -- | ------------------------------------ | ---------------------------- | ----------------- | ------------------ | -------------------- | ------- | ------------------------------------- | ------------ | ------------------------- | -------------------- | ----------------------- |
| 1  |                                      | Morgan Phillips (1902–1963)  | 3 luglio 1951     | 6 luglio 1957      | 6 anni e 3 giorni    |         | Partito Laburista                     | I–IV         | Regno Unito (bandiera)    |                      |                         |
| 2  |                                      | Alsing Andersen (1893–1962)  | 6 luglio 1957     | 9 settembre 1963   | 6 anni e 65 giorni   |         | Socialdemocratici                     | V–VII        | Danimarca (bandiera)      |                      |                         |
| 3  |                                      | Erich Ollenhauer (1901–1963) | 9 settembre 1963  | 14 dicembre 1963 † | 0 anni e 96 giorni   |         | Partito Socialdemocratico di Germania | VIII         | Germania Ovest (bandiera) |                      |                         |
| 4  |                                      | Bruno Pittermann (1905–1983) | 5 settembre 1964  | 26 novembre 1976   | 12 anni e 82 giorni  |         | Partito Socialdemocratico d'Austria   | IX–XII       | Austria (bandiera)        |                      |                         |
| 5  |                                      | Willy Brandt (1913–1992)     | 26 novembre 1976  | 17 settembre 1992  | 15 anni e 296 giorni |         | Partito Socialdemocratico di Germania | XIII–XVIII   | Germania Ovest (bandiera) |                      |                         |
| 6  |                                      | Pierre Mauroy (1928–2013)    | 17 settembre 1992 | 10 novembre 1999   | 7 anni e 54 giorni   |         | Partito Socialista                    | XIX–XX       | Francia (bandiera)        |                      |                         |
| 7  |                                      | António Guterres (1949)      | 10 novembre 1999  | 15 giugno 2005     | 5 anni e 217 giorni  |         | Partito Socialista                    | XXI–XXII     | Portogallo (bandiera)     |                      |                         |
| 8  |                                      | George Papandreou (1952)     | 30 gennaio 2006   | 25 novembre 2022   | 16 anni e 300 giorni |         | Movimento Socialista Panellenico      | XXII–XXV     | Grecia (bandiera)         |                      |                         |
| 8  | Movimento dei Socialisti Democratici | George Papandreou (1952)     | 30 gennaio 2006   | 25 novembre 2022   | 16 anni e 300 giorni |         |                                       | XXII–XXV     | Grecia (bandiera)         |                      |                         |
| 9  |                                      | Pedro Sánchez (1972)         | 25 novembre 2022  | in carica          | 2 anni e 221 giorni  |         | Partito Socialista Operaio Spagnolo   | XXVI         | Spagna (bandiera)         | Temirlan Sultanbekov | Kirghizistan (bandiera) |

### Segretari generali
| Segretario       | Paese       | Inizio mandato | Fine mandato |
| ---------------- | ----------- | -------------- | ------------ |
| Julius Braunthal | Austria     | 1951           | 1956         |
| Bjarne Braatoy   | Norvegia    | 1956           | 1957         |
| Albert Carthy    | Regno Unito | 1957           | 1969         |
| Hans Janitschek  | Austria     | 1969           | 1976         |
| Bernt Carlsson   | Svezia      | 1976           | 1983         |
| Pentti Väänänen  | Finlandia   | 1983           | 1989         |
| Luis Ayala       | Cile        | 1989           | 2022         |
| Benedicta Lasi   | Ghana       | 2022           | in carica    |

## Partiti membri
| Paese                | Nome                                               | Note |
| -------------------- | -------------------------------------------------- | --- |
| Albania              | Partito Socialista d'Albania                       | |
| Algeria              | Fronte delle Forze Socialiste                      | |
| Andorra              | Partito Socialdemocratico                          | |
| Angola               | Movimento Popolare di Liberazione dell'Angola      | |
| Armenia              | Federazione Rivoluzionaria Armena                  | |
| Argentina            | Partito Socialista                                 | |
| Argentina            | Unione Civica Radicale                             | |
| Aruba                | Movimiento Electoral di Pueblo                     | |
| Australia            | Partito Laburista Australiano                      | |
| Austria              | Partito Socialdemocratico d'Austria                | |
| Belgio               | Partito Socialista                                 | |
| Benin                | Partito Social-democratico                         | |
| Bosnia ed Erzegovina | Alleanza dei Socialdemocratici Indipendenti        | Membro sospeso |
| Bosnia ed Erzegovina | Partito Socialdemocratico di Bosnia ed Erzegovina  | |
| Brasile              | Partito Democratico Laburista                      | |
| Bulgaria             | Partito Socialista Bulgaro                         | |
| Bulgaria             | Partito dei Socialdemocratici Bulgari              | |
| Camerun              | Fronte Social Democratico                          | |
| Capo Verde           | Partito Africano dell'Indipendenza di Capo Verde   | |
| Cile                 | Partito Socialista Cileno                          | |
| Cile                 | Partito Radicale Social Democratico                | |
| Cile                 | Partito per la Democrazia                          | |
| Colombia             | Partito Liberale Colombiano                        | |
| Costa Rica           | Partito Liberazione Nazionale                      | |
| Croazia              | Partito Socialdemocratico di Croazia               | |
| Curaçao              | Partido MAN                                        | |
| Cipro                | Movimento dei Socialdemocratici - EDEK             | |
| Rep. Ceca            | Partito Social Democratico Ceco                    | |
| Rep. Dominicana      | Partito Rivoluzionario Dominicano                  | |
| Ecuador              | Sinistra Democratica                               | |
| Guinea Equatoriale   | Convergencia para la Democracia Social             | |
| Estonia              | Partito Socialdemocratico                          | |
| Federazione Russa    | Russia Giusta                                      | |
| Finlandia            | Partito Socialdemocratico Finlandese               | |
| Francia              | Partito Socialista                                 | |
| Ghana                | Congresso Democratico Nazionale                    | |
| Grecia               | Movimento Socialista Panellenico                   | |
| Guatemala            | Unità Nazionale della Speranza                     | |
| Haiti                | Fusione dei Socialdemocratici Haitiani             | |
| Ungheria             | Partito Socialista Ungherese                       | |
| Islanda              | Alleanza Socialdemocratica                         | |
| India                | Congresso Nazionale Indiano                        | |
| Iraq                 | Unione Patriottica del Kurdistan                   | |
| Irlanda              | Partito Laburista                                  | |
| Israele              | I Democratici                                      | |
| Italia               | Partito Socialista Italiano                        | |
| Giappone             | Partito Socialdemocratico                          | |
| Libano               | Partito Socialista Progressista                    | |
| Lituania             | Partito Socialdemocratico di Lituania              | |
| Lussemburgo          | Partito Operaio Socialista Lussemburghese          | |
| Malaysia             | Partito d'Azione Democratica                       | |
| Mali                 | Alleanza per la Democrazia in Mali                 | |
| Mali                 | Raggruppamento per il Mali                         | |
| Mauritania           | Raggruppamento delle Forze Democratiche            | |
| Mauritius            | Movimento Militante Mauriziano                     | |
| Mauritius            | Partito Laburista                                  | |
| Messico              | Partito della Rivoluzione Democratica              | |
| Messico              | Partito Rivoluzionario Istituzionale               | |
| Moldavia             | Partito Democratico della Moldavia                 | |
| Mongolia             | Partito Rivoluzionario del Popolo Mongolo          | |
| Montenegro           | Partito Socialdemocratico del Montenegro           | |
| Montenegro           | Partito Democratico dei Socialisti del Montenegro  | |
| Marocco              | Unione Socialista delle Forze Popolari             | |
| Mozambico            | Fronte di Liberazione del Mozambico                | |
| Namibia              | Organizzazione Popolare dell'Africa del Sud-Ovest  | |
| Nepal                | Partito del Congresso Nepalese                     | |
| Nicaragua            | Fronte Sandinista di Liberazione Nazionale         | |
| Niger                | Partito Nigerino per la Democrazia e il Socialismo | |
| Pakistan             | Partito Popolare Pakistano                         | |
| Palestina            | Fatah                                              | |
| Panama               | Partito Rivoluzionario Democratico                 | |
| Paraguay             | Partito Rivoluzionario Febrerista                  | |
| Perù                 | Alleanza Popolare Rivoluzionaria Americana         | |
| Portogallo           | Partito Socialista                                 | |
| Porto Rico           | Partito Indipendentista Portoricano                | |
| Romania              | Partito Socialdemocratico                          | |
| San Marino           | Partito dei Socialisti e dei Democratici           | |
| Senegal              | Partito Socialista                                 | |
| Serbia               | Partito Democratico                                | |
| Slovacchia           | Direzione - Socialdemocrazia                       | |
| Spagna               | Partito Socialista Operaio Spagnolo                | |
| Sudafrica            | Congresso Nazionale Africano                       | |
| Tunisia              | Forum Democratico per il Lavoro e le Libertà       | |
| Turchia              | Partito Popolare Repubblicano                      | |
| Regno Unito          | Partito Laburista                                  | |
| Irlanda del Nord     | Partito Socialdemocratico e Laburista              | |
| Stati Uniti          | Democratic Socialists of America                   | In seguito a votazione, il Movimento decide di abbandonare l'organizzazione nell'agosto 2017 nel corso della Convention. Ne era stato membro a partire dalla propria fondazione avvenuta nel 1982. |
| Uruguay              | Nuevo Espacio                                      | |
| Venezuela            | Azione Democratica                                 | |
| Venezuela            | Movimento Autonomo por el Socialismo               | |
| Yemen                | Partito Socialista Yemenita                        | |
| Zimbabwe             | Movimento per il Cambiamento Democratico           | |

- Ex partiti membri: Partito Socialista Differente, Socialdemocratici, Democratici di Sinistra, Partito Socialdemocratico di Germania, Partito Laburista, Partito del Lavoro, Alleanza della Sinistra Democratica, Partito Socialdemocratico dei Lavoratori di Svezia, Partito Socialista Svizzero, Partito Socialista dell'Uruguay.